# Sophie Moser

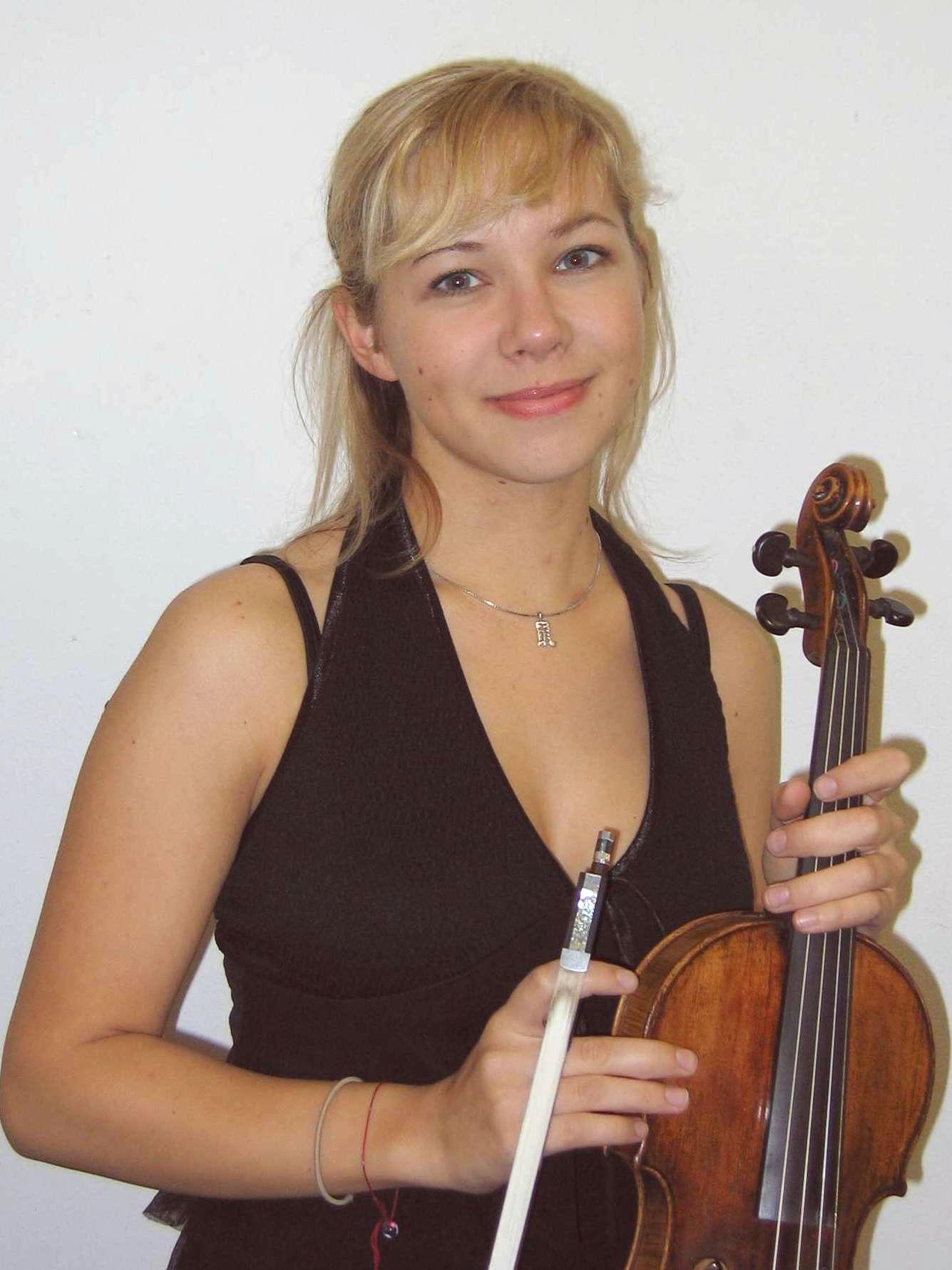
Sophie Moser (2005)

Sophie Moser (* 29. Mai 1984 in Troisdorf-Sieglar) ist eine deutsche Violinistin und Schauspielerin.

## Leben
Sophie Moser zeigte bereits als Kleinkind Interesse an Musik und spielte zunächst Klavier. Ihre erste musikalische Förderung erhielt sie im Alter von drei Jahren durch ihre Mutter, einer Musikpädagogin. Von ihrem fünften Lebensjahr an erhielt sie Geigenunterricht bei dem russischen Violinlehrer Anatoli Schwarzburg, zunächst in Sankt Petersburg und später in Bonn.
Im Jahr 1990 gewann sie beim Wettbewerb Jugend musiziert den ersten Preis im Fach Violine sowie im Fach Klavier. Im selben Jahr hatte sie ihre erste Tournee mit dem Kammerorchester St. Petersburger Solisten.
Moser trat seither regelmäßig öffentlich auf, sowohl im Bereich Solo-Recital wie in den Bereichen Kammermusik und Violine mit Orchester. Nach öffentlichen Auftritten im frühen Kindesalter und nach dem Gewinn verschiedener Auszeichnungen und Preise bestand die damals elfjährige Sophie Moser die Aufnahmeprüfung zur Jungstudentin in die Meisterklasse von Zakhar Bron an die Musikhochschule Lübeck. Zur selben Zeit erhielt sie ebenfalls regelmäßig Violinunterricht von Sergej Fatkulin in Madrid.
In der folgenden Zeit hatte Moser eine wachsende Zahl von Auftritten. Sie spielte in Deutschland bei zahlreichen Benefizkonzerten, so zum Beispiel 1995 in der Kölner Philharmonie zugunsten der Knochenmarkdatei. Für den Erfolg dieses Konzertes erhielt sie als erstes Kind in Deutschland eine Verdienstmedaille des Lions Club. Die Künstlerin spielte auch bei anderen öffentlichen Anlässen, so z. B. 1999 im Schloss Bellevue in Berlin im Rahmen der Verabschiedung des Bundespräsidenten Roman Herzog. Daneben war sie Gast in einer Reihe von Radio- und TV-Sendungen. Zusammen mit der Pianistin Katja Huhn machte sie Ende 2005 eine Studioproduktion beim Bayerischen Rundfunk.
Im Jahr 2001 nahm Moser das Musikstudium an der Hochschule für Musik Köln bei Wiktor Tretjakow auf. Sie schloss ihr Studium 2007 mit dem Diplom ab und absolvierte darauf folgend das Konzertexamen 2010.
Moser hat bereits eine Vielzahl von Auftritten, Recitals und Konzerten mit Orchester gegeben und wirkte in zahlreichen nationalen und internationalen Konzerten solistisch mit, wie z. B. in Athen (Megaron), New York (Carnegie Hall), Moskau (Tschaikowsky-Saal), Zürich (Tonhalle), Bundespresseball, Kulturfestival St. Petersburg wie auch in den Philharmonien in Köln und Berlin sowie bei einer Konzerttournee in Japan.
Sophie Moser ist auch als Schauspielerin tätig. 1998 trat sie in der deutschen Kriminalkomödie Jimmy the Kid als Geige spielende Millionärstochter Jenny auf. Von 2007 bis 2012 war sie von der 21. bis zur 25. Staffel in der Fernsehserie Großstadtrevier im Ersten zu sehen, wo sie die Polizistin Nicole „Nicki“ Beck verkörperte.
Sophie Moser lebt in Köln.

## Preise und Auszeichnungen
Zu den besonderen Auszeichnungen zählen neben den Wettbewerben Jugend musiziert (erster Preis 1990 und 1994) der erste Preis bei UFAM in Paris (1991) weitere internationale Violinwettbewerbe, deren Preisträgerin sie wurde. Dazu zählen der Concours International Yehudi Menuhin in Boulogne-sur-mer (1998) und der Concorso Internazionale di Violino Premio Paganini (2000), bei dem die damals 16-Jährige eine Auszeichnung als jüngste Finalistin erhielt. Im Jahr 2005 gewann Sophie Moser den ersten Preis beim Internationalen Beethoven-Wettbewerb in Krems (Österreich).

## Diskografie
- Wilhelm Furtwängler: Sonate für Violine & Klavier Nr. 2. Sophie Moser & Katja Huhn, 2011
- Classic Royale: Meisterwerke für Violine und Klavier – Duo Moser & Huhn. Sophie Moser & Katja Huhn, 2015

## Filmografie
- 1998: Jimmy the Kid
- 2003: Die Sitte (Fernsehserie, Folge Flüstertöne)
- 2007–2012: Großstadtrevier (Fernsehserie, 84 Folgen)
- 2011: Der Weihnachtsmuffel